# Neve Midbar
Le conseil régional de Neve Midbar, en hébreu : מועצה אזורית נווה מדבר, est situé au nord-ouest du Néguev, dans le district sud en Israël. Il est créé à la suite de la dissolution du conseil régional d'Abu Basma. Sa population s'élève, en 2016, à 8 551 habitants.

## Liste des communautés
Le conseil régional regroupe les quatre communautés suivantes :
- Abu Talul (en)
- Abu Qrenat
- Qasr al-Sir (en)
- Bir Hadaj (en)

## Source de la traduction
- (en) Cet article est partiellement ou en totalité issu de l’article de Wikipédia en anglais intitulé « Neve Midbar Regional Council » (voir la liste des auteurs).